# Calasetta
Calasetta (en sardo: Cal' 'e sedda) es un municipio de Italia de 2.851 habitantes en la provincia de Cerdeña del Sur, región de Cerdeña.  Está ubicado en la isla de Sant'Antioco, que se comunica a tierra por medio de un istmo y un puente construido por los cartagineses.
En el centro histórico de la localidad son típicas las casas bajas pintadas de blanco.

## Historia
El origen del nombre es todavía incierto. En idioma sardo, sedda significa silla de montar, la cual podría hacer referencia al aspecto que tendría el territorio desde el punto más alto de la localidad (la parte trasera de la silla de montar) hasta la playa (parte central de la silla). No obstante, también se ha sugerido que podría tener su origen en la expresión Cala della seta (cala de la seda), debido al biso.

### Origen del nombre
El territorio de Calasetta tiene orígenes antiguos. Calasetta en la región se confirma la presencia del hombre primitivo con su negocio y la cultura, como puede verse en la presencia del yacimiento arqueológico de la Domus de Janas de Tupei, (Domus de Janas en idioma sardo significa "Casa de las Hadas"), que son cuevas de piedra utilizados como funciones sepulcrales, prenuragic, que datan de 1500 a. C. La Domus de Janas de Tupei, cámara mortuoria, más o menos en la forma de una cruz (tamaño:..4.50 m  x 2.50 m), y prolongó con una celda (tamaño: 3 m. x 2 m.), es en la cima de una colina, y fue utilizado como la tumba, donde fueron descubiertos fragmentos de terracota, una daga de bronce, un cuenco de arcilla y numerosos fragmentos de un lanzador.[cita requerida] Para el período siguiente, en las campañas de Calasetta se encuentra que hay algunos restos de nuragas y nurágicos. Destaca por la siguiente nuragas importante, colocado en una colina o montículo (en dialecto calasettano: bote): Bricco Bricco delle Piane Le Piane o; (en una colina de 24 m.) Bricco Scarperino (arriba a 48 m.) y bricco Sisineddu o Poggio Sisineddu (superior a 40 m.). Están presentes en las campañas del país también sucesivos asentamientos de los fenicios, púnicos y romanos, como lo demuestran los hallazgos. En la localidad de Tupei que ha detectado presencia fenicia en varias grabaciones en una roca traquítica, llamado la Sedda de Antiogu Selis, y otras tallas de piedra en una cima rocosa (49 m de alto.) En la localidad de Sisineddu. A 50 metros de Bricco Scarperino se encontró la mitad del sarcófago púnica y del origen romano (tamaño:... 1 m. x 0.50 m x 0.50 m). En la localidad principal de es Campu Scia Maìn y no se encontraron los siguientes hallazgos romanos (todos en negro obsidiana): golpes, punta de lanza, raspadores y numerosos cúteres, con fragmentos de las vasijas del barro. A 15 metros del Río Tupei se encontraron los restos de un antiguo edificio romano, con una pared principal (a lo largo de 10 m.), Dos secciones de las paredes laterales y una pared de separación. Estas paredes están construidas en pequeños bloques de toba unidos por el mortero y 50 cm de espesor. Más como los restos de una colina cercana.

### Períodos Posteriores
En el período judicial y la Edad Media está atestiguada sin presencia en calasettano la vivienda permanente en el territorio, que, sin embargo, es atendido por los habitantes de la cercana población de los surcos, la corriente Sant'Antioco, que ejerce las actividades agro-pastoral en la tierra se convirtió en una parte más última del municipio de Calasetta.
Durante el dominio español, se presenta la encuesta, en 1572, a lo largo de la costa y la costa calasettano por el capitán Iglesias, Don Marco Antonio Camos, que describe en su Relación de Todas Las Costas Marítimas de el Reino de Cerdeña, el sitios óptimos para la construcción de las torres costeras y el puesto de la observación para el guardia, con centinelas armados, de acuerdo con las prescripciones ordenadas en 1572-1573 por el rey Felipe II de España para patrullar a lo largo de la costa de Cerdeña.

### El asentamiento de Tabarchino
La población de Calasetta es un enclave lingüístico tabarchino (la población habla esta variante de la lengua ligur), así como también lo es Carloforte, situada en la cercana Isla de San Pietro; esta peculiaridad cultural es debida a la colonización y la fundación del pueblo por una colonia de ligures procedentes de las costas de Túnez. 
A mediados del siglo XVI un grupo de Liguria, comenzó a partir de Pegli (barrio de la metrópolis de Génova) a la izquierda de la pequeña isla de Tabarka cerca de la costa de Túnez, en la estela de la Lomellini, la familia Genovense conspicua, que había sido una concesión en el lugar, practicar el comercio y la pesca de coral.
A mediados del siglo de XVII, habiendo llegado a ser la pesca del coral menos rentable, y se agravaron las relaciones con los tunecinos, los colonos se huyeron a Túnez y obtuvieron del Rey de Cerdeña concesiones para formar asentamientos; la primera, en 1738,  en la isla de San Pietro con el establecimiento de Carloforte, a continuación, Calasetta en una parte casi deshabitado de la Isla de Sant'Antioco.
El Rey, Carlos Manuel III de Cerdeña, a cargo de la Sociedad de los Santos, así: San Mauricio y San Lázaro, que en 1758 había obtenido un feudo la parte noroeste del territorio de la isla de Sant'Antioco, la tarea de guiar el establecimiento de Calasetta. El asentamiento se decidió formalmente en 1770. Entre 1770 y 1771 se elaboró un plan de desarrollo para Calasetta que más tarde fue construido en la cala llamada Cala de Seda que influyó en el nombramiento del nuevo pueblo de Calasetta. El centro habitado erigir fue poblada en octubre de 1770 por los primeros 130 colonos (38 familias), de origen ligur, que fueron transportados por el capitán y dueño de Giovanni Porcile, Ancilla Domini en el barco a la isla de Sant'Antioco. En las primeros colonias, de los centros de Túnez: Tabarka y Tunicia, se les dio de la vivienda y el suelo, beneficiándose de la exención de impuestos y concesiones gratuitas de tierras cultivables, pero también se impusieron retenidos a abandonar la zona de Calasetta durante algunos años. La ubicación del nuevo pueblo fue cuidadosamente estudiado por funcionarios del gobierno del rey Carlos Manuel III de Cerdeña, con la implementación de la solución en la orilla opuesta del nuevo centro urbano de Carloforte, justo en la costa, en una ubicación estratégica cerca del tránsito de atún.[12]

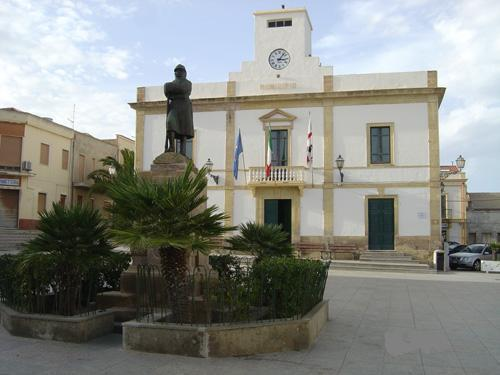
Piazza Belly, el nombre de uno de los planificadores de la ciudad de Calasetta.

Entre 1773 y 1774 hubo una inmigración posterior de algunas colonias piamonteses, la mayor parte originalmente de Carignano (en la Provincia de Turín), que terminó con un fallo importante en una situación de la salud dura (el país fue diezmada en los primeros años repetida en las terribles epidemias), pero todavía se produce una valiosa afluencia de técnicas de cultivo de la vid cultural, desarrollando así un curso de conocimientos independientes y valiosas en la producción agrícola, sobre todo en la producción del vino de alta calidad: el famoso Carignan de Sulcis. Las pocas personas de Piamonte que lograron resistir y sobrevivir, sin embargo, se absorbe rápidamente y completamente por las comunidades de tabarchina, hablando el idioma Liguria, pero manteniendo la ropa tradicional piamontesa, como es todavía evidente en el folclore muestra con el traje típico de Calasetta realizado en diferentes manifestaciones.
La construcción de la ciudad, del ingeniero militar piamontés Pietro Belly, comenzó en dos principales ejes de carreteras ortogonal, que corresponde a la calle Roma (anteriormente Via Grande) ya través de Guglielmo Marconi, los lados de los cuales los primeros lotes se hicieron con el hogar y tierras de cultivo, con los tipos de vivienda elegidos en la defensa de posibles ataques de los piratas. El asentamiento inicial, que reproduce la fortaleza romana, tenía las siguientes dimensiones: de este a oeste (que se corresponde con el decumano) se desarrollarían en las principales carreteras con una longitud de 120 trebuchets Piedmont (igual a 370 metros), y hacia el norte-Sur (correspondiente al cardo o bisagra) durante 60 catapultas (igual a 185 metros); En su lugar las rutas secundarias la longitud era de 36 catapultas (igual a 111 metros). La aglomeración por lo que diseñó un sistema cartesiano caracterizado por bloques regulares y espacios rectangulares o cuadradas, siguiendo los dictados de los planes urbanos Savoy entonces en boga, donde constaba el foco principal (la coincidencia intersección entre las carreteras de dos ejes ortogonales) de la Piazza Municipio (una especie de un agujero pretoriana), más tarde el nombre de Peter Belly. Posteriormente, el ingeniero Giovanni Francesco Daristo ordenó en 1773 la expansión de la nueva población, el desarrollo del sistema de matriz de la vientre del ingeniero, que se caracteriza por los elementos de la arquitectura doméstica de la costa de Liguria típico del hept-octocentenario.
En un acuerdo formal, ya firmado en Turín el 29 de noviembre de 1767 entre un grupo de familiares de cabezas de los primeros habitantes de Calasetta y representantes del gobierno, estaban en una especie de acuerdo de las primeras normas cívicas de la población calasettana. Además, se decidió que, en presencia de un alcalde del gobierno de colonos de Calasetta sería elegir a tres representantes en la base del censo de la oficina de un alcalde, el primer y segundo consejero, por un período de un año.

### La sociedad Calasettana y las comunidades a finales del siglo XVIII hasta la actualidad
Desde finales de 1700 hasta hoy calasettana ha mantenido casi un constante de origen tabarchina de los sistemas de la organización social (lenguaje y tradiciones marineras), mientras Carlisle, pero con la diferencia también se someten a la influencia de la cultura sarda de la cercana ciudad de Sant'Antioco. Todo esto ha sido ayudado por el hecho de que en Calasetta, no se aisló en forma de Carlisle, combinar y, a menudo entrelazados tradiciones culturales Tabarkan con esas sardinas y Sulcis, a pesar de la membresía manifestó y orgullo que surge de los vínculos con la Liguria y el territorio genovés en particular. La cultura original de Piamonte se mantuvo sólo en una manera notable en las técnicas de cultivo de la vid y la producción de vino fino Carignano de Sulcis, que es comercializado por la bodega muy importante. Pesca, relacionada con la marítima y las actividades marítimas, y la agricultura, especialmente el cultivo de uvas finas para la producción de vino, constituyen la economía dominante del país acompañarse de los servicios turísticos importantes para la estancia y las comidas que están caracterizando más y más Calasetta, y se estableció como balneario significativo e importante y la residencia en el territorio y en Cerdeña.
El 27 de mayo de 2006 Calasetta ha sido reconocido como un honorario común por parte de la provincia de Génova, en la virtud de las relaciones históricas, económicas y culturales con la capital de Liguria. También se hermana con el Génova Pegli desde 2006.

## Lugares de interés
- Iglesia de San Maurizio, construida en el siglo XIX y de estilo barroco piemontés.
- Torre Sabauda, construida por los españoles en el siglo XVII.

## Galería fotográfica

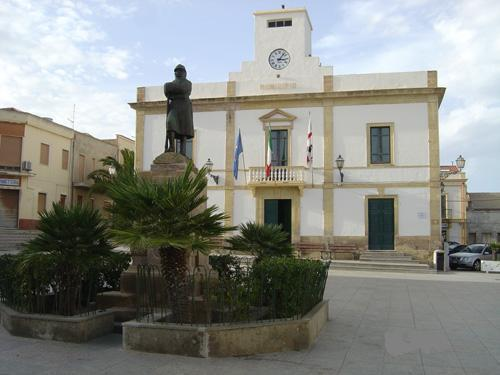
Plaza Belly.
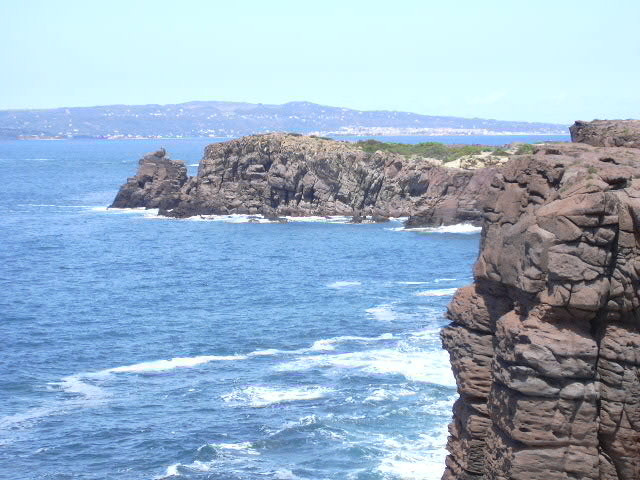
Nido dei Passeri.

## Evolución demográfica
| Gráfica de evolución demográfica de Calasetta entre 1861 y 2011 |
|                                                                 |
| Fuente ISTAT - Elaboración gráfica de Wikipedia                 |

## Ciudades hermanadas
Calasetta mantiene un hermanamiento de ciudades con:
- Pegli, Liguria, Italia
- Arenzano, Liguria, Italia